# Allans Vargas
Allans Josué Vargas Murillo (San Pedro Sula, Cortés, Honduras, 25 de septiembre de 1993) es un futbolista hondureño. Juega como defensa y su actual club es el Marathon de la Liga Nacional de Honduras.

## Trayectoria

### Real España
El 9 de marzo de 2014 realizó su debut profesional con Real España en reemplazo de Ever Alvarado, frente a Deportes Savio, por la undécima jornada del Torneo Clausura 2014, en un encuentro disputado en el Estadio Abogado Sergio Antonio Reyes Mejía de Santa Rosa de Copán. El mismo terminó 2 a 0 en favor de Real España.

## Selección nacional

### Selecciones menores
En el mes de marzo fue convocado para participar en los Juegos Deportivos Centroamericanos 2013 en donde la Selección de fútbol de Honduras Sub-21 se adjudicó el título de campeón.
El 25 de julio de 2016 se anunció su convocatoria a la Selección Olímpica de Honduras para disputar los Juegos Olímpicos de Río 2016.
Participaciones en Juegos Olímpicos
| Juegos Olímpicos             | Sede   | Resultado    | PJ | Goles |
| ---------------------------- | ------ | ------------ | -- | ----- |
| Juegos Olímpicos de Río 2016 | Brasil | Cuarto lugar | 6  | 0     |

### Selección absoluta
Hizo su debut con la Selección de fútbol de Honduras el 8 de octubre de 2016 en un amistoso contra Belice.
Participaciones en Copa de Oro
| Copa de Oro      | Sede           | Resultado        | Partidos | Goles |
| ---------------- | -------------- | ---------------- | -------- | ----- |
| Copa de Oro 2017 | Estados Unidos | Cuartos de final | 0        | 0     |

Participaciones en Copa Centroamericana
| Copa Centroamericana      | Sede   | Resultado | Partidos | Goles |
| ------------------------- | ------ | --------- | -------- | ----- |
| Copa Centroamericana 2017 | Panamá | Campeón   | 3        | 0     |

## Estadísticas

### Clubes
Actualizado al último partido jugado el 30 de septiembre de 2018.
| Real España Honduras                                                                       | 2013-14             | 1.ª                 | 1   | 0 | - | - | - | - | 1   | 0 |
| Real España Honduras                                                                       | 2014-15             | 1.ª                 | 6   | 0 | - | - | 0 | 0 | 6   | 0 |
| Real España Honduras                                                                       | 2015-16             | 1.ª                 | 13  | 0 | - | - | - | - | 13  | 1 |
| Real España Honduras                                                                       | 2016-17             | 1.ª                 | 33  | 1 | - | - | - | - | 33  | 1 |
| Real España Honduras                                                                       | 2017-18             | 1.ª                 | 38  | 2 | - | - | - | - | 38  | 2 |
| Real España Honduras                                                                       | 2018-19             | 1.ª                 | 11  | 0 | - | - | 1 | 0 | 12  | 0 |
| Real España Honduras                                                                       | Total               | Total               | 102 | 3 | 0 | 0 | 1 | 0 | 103 | 3 |
| Total en su carrera                                                                        | Total en su carrera | Total en su carrera | 102 | 3 | 0 | 0 | 1 | 0 | 103 | 3 |
| (2) Incluye datos de la Liga de Campeones de la Concacaf (2014-15) y Liga Concacaf (2018). |                     |                     |     |   |   |   |   |   |     |   |

### Selección nacional
Actualizado al último partido jugado el 27 de mayo de 2017.
| 1. | 8 de octubre de 2016   | Campo FFB, Belmopán, Belice                                          | Belice      | 2–1 |  | Amistoso                  |
| 2. | 2 de noviembre de 2016 | Estadio Olímpico Metropolitano, San Pedro Sula, Honduras             | Belice      | 5–0 |  | Amistoso                  |
| 3. | 17 de enero de 2017    | Estadio Rommel Fernández, Ciudad de Panamá, Panamá                   | Panamá      | 1–0 |  | Copa Centroamericana 2017 |
| 4. | 20 de enero de 2017    | Estadio Rommel Fernández, Ciudad de Panamá, Panamá                   | Costa Rica  | 1–1 |  | Copa Centroamericana 2017 |
| 5. | 22 de enero de 2017    | Estadio Rommel Fernández, Ciudad de Panamá, Panamá                   | Belice      | 1–0 |  | Copa Centroamericana 2017 |
| 6. | 16 de febrero de 2017  | Estadio BBVA Compass, Houston, Estados Unidos                        | Jamaica     | 0–1 |  | Amistoso                  |
| 7. | 22 de febrero de 2017  | Estadio George Capwell, Guayaquil, Ecuador                           | Ecuador     | 1–3 |  | Amistoso                  |
| 8. | 16 de marzo de 2017    | Estadio Olímpico Metropolitano, San Pedro Sula, Honduras             | Nicaragua   | 2–0 |  | Amistoso                  |
| 9. | 27 de mayo de 2017     | Estadio Memorial Robert F. Kennedy, Washington D. C., Estados Unidos | El Salvador | 2–2 |  | Amistoso                  |

## Palmarés

### Campeonatos nacionales
| Título          | Club        | País     | Año  |
| --------------- | ----------- | -------- | ---- |
| Torneo Apertura | Real España | Honduras | 2017 |

### Campeonatos internacionales
| Título                                            | Club                                   | País       | Año  |
| ------------------------------------------------- | -------------------------------------- | ---------- | ---- |
| Medalla de Oro Juegos Deportivos Centroamericanos | Selección de fútbol de Honduras Sub-21 | Costa Rica | 2013 |
| Copa Centroamericana                              | Selección de Honduras                  | Panamá     | 2017 |